# ایشخانادزور (کاشاتاق)
ایشخانادزور (به ارمنی: Իշխանաձոր) یک منطقهٔ مسکونی در جمهوری آرتساخ است که در استان کاشاتاق واقع شده‌است. ایشخانادزور ۲٬۰۰۰ نفر جمعیت دارد.